# Enn Vetemaa

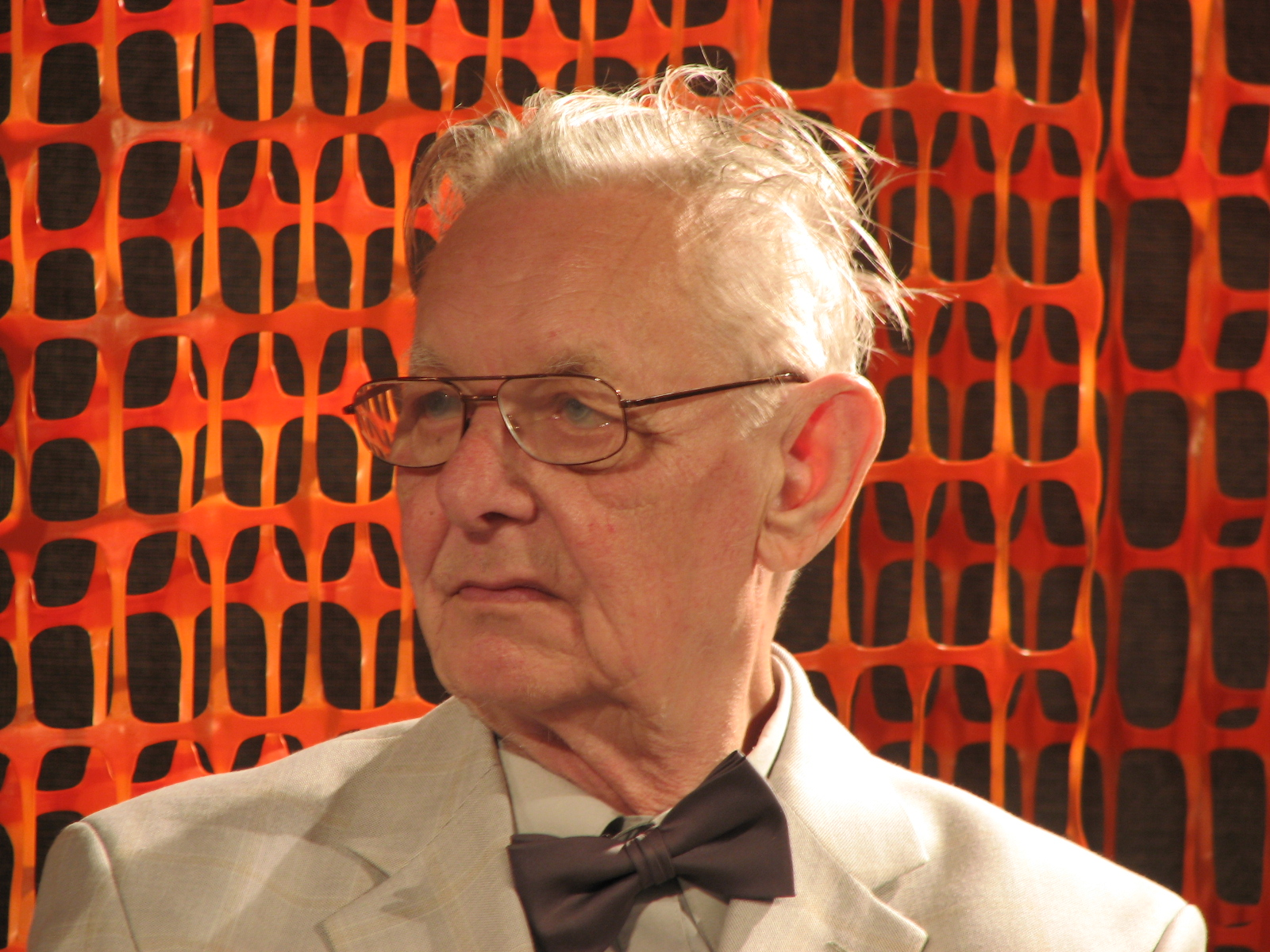
Enn Vetemaa (2011)

Enn Vetemaa (* 20. Juni 1936 in Tallinn; † 28. März 2017 ebenda) war ein estnischer Schriftsteller und Komponist.

## Leben
Enn Vetemaa wurde als Sohn eines Architekten geboren. Er schloss 1959 sein Studium als Chemieingenieur am Tallinner Polytechnischen Institut (estnisch Tallinna Polütehniline Instituut) ab. Er entsagte aber bald der Arbeit im Chemieingenieurwesen und wandte sich Musik und Schriftstellerei zu.
Bis 1965 studierte Vetemaa das Fach Komposition am Staatlichen Konservatorium in Tallinn (Tallinna Riiklik Konservatoorium). Von 1965 bis 1969 war Vetemaa Chefredakteur des estnischen Fernsehens für Literatur- und Kunstsendungen. Von 1969 bis 1976 arbeitete Vetemaa beim Schriftstellerverband der Estnischen SSR als Cheflektor für Lyrik. Von 1987 bis 1989 war er Vizepräsident und von 1989 bis 1994 Präsident des estnischen Verlags Kupar.
Früh begann Vetemaa, selbst schriftstellerisch tätig zu werden. Seit 1958 veröffentlichte er Gedichte, Schauspiele und Prosa, zudem schrieb er Drehbücher und Essays. Einige seiner Werke missfielen den sowjetischen Zensoren und konnten erst verspätet erscheinen. Gleichwohl gehörte Vetemaa von 1966 bis 1990 der KPdSU an.
Vetemaa schrieb mit großem intellektuellem Anspruch. Seine Texte sind oft humoristisch. In Deutschland wurde Vetemaa vor allem durch Die Nixen von Estland bekannt, einen „funkelnden Roman im Gewand eines Bestimmungsbuchs“ für Nixen, 1985 im Verlag Volk und Welt erschienen und 2002 als Neuausgabe im Eichborn Verlag, die Kat Menschik illustrierte. 2011 wurde Vetemaas Roman über Gustav Naan veröffentlicht (Akadeemik Gustav Naani hiilgus ja viletsus, deutsch: Glanz und Elend des Akademikers Gustav Naan).
1966 wurde die Oper Luigelend von Veljo Tormis uraufgeführt, für die Vetemaa das Libretto geschrieben hat. Seit den 1990er Jahren trat Vetemaa vermehrt als Komponist klassischer Musik in Erscheinung. Bekannt sind unter anderem sein Concertino für Fagott und Streichorchester (1994) und das Saxophonquartett Nr. 2 (1996).

## Ehrungen
Enn Vetemaa erhielt zahlreiche estnische Literaturauszeichnungen: 1973, 1975 und 1976 wurde ihm der Juhan-Smuul-Preis verliehen. 1977 erhielt er den Titel „Verdienter Schriftsteller der Estnischen SSR“.

## Literarische Werke (Auswahl)
- Monument (Erzählung, 1965; dt. „Das Monument“, 1981)
- Pillimees (Erzählung, 1967; dt.„Müdigkeit“, 1981)
- Väike reekviem suupillile (Erzählung 1968; „Kleines Requiem für eine Mundharmonika“, 1981)
- Illuminatsioonid käruvälgule ja üheksale näitlejale (pauguga lõpus) (Fernsehspiel, 1969)
- Munad hiina moodi, (1969; dt. „Chinesische Eier“, 1981)
- Õhtusöök viiele (Drama, 1972)
- Püha Susanna ehk Meistrite kool (Drama, 1974; Oper 1986)
- Jälle häda mõistuse pärast (Drama, 1976)
- Roosiaed (Drama, 1976)
- Jälle Püha Susanna ehk Armastuse kool (Drama, 1978)
- Nukumäng (Drama, 1980).
- Ikka veel Püha Susanna ehk Noorpaaride kool (Drama, 1981).
- Eesti näkiliste välimääraja (humoristisches Bestimmungsbuch, 1983)
  - deutsche Ausgabe: Die Nixen von Estland. Übersetzt von Günter Jäniche (Übersetzung des Resümees ins Plattdeutsche von Hans Draehmpaehl). Verlag Volk und Welt, Berlin 1985.
  - Neuausgabe mit Illustrationen von Kat Menschik, Eichborn Verlag, Frankfurt am Main 2002, Reihe Die Andere Bibliothek, ISBN 3-8218-4515-5.
- Tulnuk (Erzählung, 1987).
- Martsipanimeister. Minu väga magus elu (Roman, 2002).

## Deutsche Übersetzungen
Von Enn Vetemaa sind zahlreiche deutsche Übersetzungen verstreut erschienen, separat liegen von ihm zwei eigenständige Buchveröffentlichungen auf Deutsch vor:
- Kleine Romane. Das Monument. Müdigkeit. Kleines Requiem für eine Mundharmonika. Chinesische Eier. Deutsch von Erich Ahrndt [aus dem Russischen], Siegfried Behrsing, Harry Burck [aus dem Russischen], Helga Viira. Mit einem Nachwort von Lew Anninski. Berlin: Verlag Volk und Welt 1981. 366 S. (auch als „Buchclub 65“-Ausgabe)

- Die Nixen in Estland. Ein Bestimmungsbuch. Deutsch von Günter Jäniche [aus dem Russischen]. Übersetzung des Resümees ins Plattdeutsche von Hans Draehmpaehl. Berlin: Verlag Volk und Welt 1985. 196 S. (Volk und Welt Spektrum 207)
  - Erneut als: Die Nixen von Estland. Ein Bestimmungsbuch. Frei nach Enn Vetemaa bearbeitet und illustriert von Kat Menschik. Nach dem russischen Übersetzungsmanuskript ins Deutsche übertragen von Günter Jäniche. Mit 648 naturwissenschaftlichen, geographischen und najadologischen Abbildungen sowie sechzehn Farbtafeln. Frankfurt am Main: Eichborn Verlag 2002. 335 S. (Die andere Bibliothek 211). Hiervon erschien 2025 in der Reihe "Extradrucke der Anderen Bibliothek" im Aufbau Verlag, Berlin, eine unveränderte Neuauflage, ISBN 978-3-8477-2063-8.